# امروحي سيد
سادات أمروحا ((بالأردوية: سادات امروہہ)‏) أو امروحی سید (بالأردوية: امروہی سید)‏) هي جماعة من السادة، استقروا تاريخياً في بلدة أمروها الهندية ولاية أوتار برديش. وهاجر العديد من أفراد المجتمع إلى باكستان بعد الأستقلال وأستقروا في كراتشي، السند.

## التاريخ
مدينة أمرها هي موطن لواحدة من أقدم مستوطنات سادات نقفي في الهند. وصل نقفي في أمروها من واسط في العراق وأقام في بلدة أمروها منذ عام 1190. 
سادات أمروها تنتمي في الأساس إلى مجموعة نقفي الفرعية، لأنهم أحفاد القديس الصوفي سيد شرف الدين شاه ولاية (السليل التاسع المباشر الحقيقي للإمام الإمام علي النقي) الذي كان شخصية دينية تحظى بأحترام كبير في واسط، العراق، ولاحقاً في الهند خلال العصور الأولى للإسلام في جنوب آسيا وخليفة الإمام السحوردي. الغالبية العظمى من سادات أمروها هي نقفي، غالبيتها من الطوائف الشيعية. وفقاً لتعداد عام 1901 في الهند، كان الفرع الرئيسي للسيد هو الحسيني ونقفي.

## سید حسین شرف الدين شاه ولايت نقفي
(بالعربية:  سید حسین  شرف الدين شاه ولايت )كان صوفي أو مخدوم من القرن الثالث عشر. وهو السليل التاسع علي النقي.(بالعربية:  سید حسین  شرف الدين شاه ولايت )
سيد حسين شرف الدين نقفي «شاه ولايت» كان أبن سيد علي بوزور الواسطي.
هاجر جده من واسط «العراق» إلى بخارى "أوزبكستان"، وهاجرت عائلته إلى ساهودرا (البنجاب) بالقرب من اوش شريف. ولد عام 1255 ميلادي في ساهودرا (مدينة البنجاب القديمة)
تزوج من ابن عمه فاطماتوت الطاهرة، وكانت أبنة جلال الدين سرخ-بوش بخاري.
مخدوم جاهنيان جاهنغاشت كان أبن أخ دادي فاطماتوت الطاهرة. والده سيد أحمد الكبير، كان الأبن الاصغر للسيد جلال الدين بخاري.
كان دادا شاه ولايت الصوفي من سلسلة السوهراواردية وحقق تكريم من «ولايت الشاه».
تم تعيينه في أمروها، الهند من قبل سلسلته للتبشير بالشريعة، الطرق والحقيقة.
سيد حسين شرف الدين شاه ولايت نقفي كان سلف سيد محمد مير علي نقفي (المعروف بأسم مير عدل) كان رئيس قضاة محكمة أكبر. خدم في المحكمة من 1579-1581. كان يعرف بأسم «مير عدل». كان سيد محمد مير أيضا حاكماً للسند. السيد حسين شرف الدين شاه ولايت نقفي كان أيضاً سلف مير سيد دوست علي نقفي الذي قاتل بشجاعة مثالية في معركة بانيبات الثالثة إلى جانب نواب نجيباباد (ضد المراثا) وكاد أن يقتل في المعركة.
تقول الأسطورة المحلية بأن الحيوانات التي تعيش في المزار، وخاصة العقارب، لا تؤذي البشر أبداً.[بحاجة لمصدر]

## الظروف الحالية
وتنقسم سادات أمروها بين تلك التي بقيت في الهند وتلك التي هاجرت إلى باكستان. إن أنجومان سادات أمروها هي المنظمة الرئيسية للمجتمع.
أنضموا إلى جنوب آسيا في الشتات، مع المجتمعات في أمريكا الشمالية. يتحدث سادات أمروها باللغة الأردية ونادراً ما يستخدمون اللهجات مثل خاري بولي.

## وصلات خارجية
- سادات أمروها في باكستان